# Michael Lech
Michael Lech (* 1989 oder 1990) ist ein professioneller US-amerikanischer Pokerspieler. Mit acht Ringen ist er einer der erfolgreichsten Spieler bei den Circuitturnieren der World Series of Poker.

## Pokerkarriere

### Werdegang
Lech erzielte seine erste Geldplatzierung bei einem Live-Turnier im Juni 2011 in Quapaw. Im November 2012 gewann er bei der Dream Catcher World Poker Challenge in Durant, Oklahoma, sein erstes Live-Turnier und erhielt eine Siegprämie von knapp 7000 US-Dollar. Beim Main Event der Mid-States Poker Tour in Black Hawk belegte er Mitte November 2014 den mit mehr als 20.000 US-Dollar dotierten sechsten Platz. Im Juli 2016 war Lech erstmals bei der World Series of Poker (WSOP) im Rio All-Suite Hotel and Casino am Las Vegas Strip erfolgreich und kam bei zwei Turnieren der Variante No Limit Hold’em in die Geldränge. Er wurde beim Crazy Eights Zweiter und sicherte sich mehr als 400.000 US-Dollar. Anschließend erreichte er auch im Main Event die bezahlten Plätze. Anfang November 2016 gewann Lech beim WSOP-Circuit auf Sint Maarten ein Event und damit seinen ersten goldenen Ring, den jeder Turniersieger bei Events dieser Serie erhält. Mitte Mai 2017 setzte er sich in New Orleans beim High Roller des WSOP-Circuitevents durch und erhielt den Hauptpreis von über 100.000 US-Dollar. In Campione d’Italia siegte Lech Anfang März 2018 erstmals bei einem Circuit-Main-Event, was mit 32.000 Euro prämiert wurde. Bei der WSOP 2019 erreichte er im Main Event den fünften Turniertag und schied dort auf dem mit rund 60.000 US-Dollar dotierten Platz aus. Mitte Januar 2020 gewann er beim WSOP-Circuit in Tunica seinen mittlerweile achten Circuitring, womit er zu den erfolgreichsten Spieler der Turnierserie zählt. Im Juli 2020 setzte sich Lech unter dem Nickname MiguelFiesta bei einem Turnier der aufgrund der COVID-19-Pandemie ausgespielten World Series of Poker Online durch und erhielt rund 165.000 US-Dollar sowie ein Bracelet.
Insgesamt hat sich Lech mit Poker bei Live-Turnieren mehr als 1,5 Millionen US-Dollar erspielt.

### Ringübersicht
Lech kam bei den WSOP-Circuitturnieren 77-mal ins Geld und gewann acht Ringe:
| # | Beginn        | Stadt             | Buy-in  | Turnier                      | Teilnehmer | Preisgeld  |
| - | ------------- | ----------------- | ------- | ---------------------------- | ---------- | ---------- |
| 1 | 7. Nov. 2016  | Sint Maarten      | 0365 $0 | No-Limit Hold’em Six-Max     | 0061       | 006.400 $0 |
| 2 | 18. Mai 2017  | New Orleans       | 2200 $0 | No-Limit Hold’em High Roller | 0197       | 106.377 $0 |
| 3 | 2. März 2018  | Campione d’Italia | 0770 €0 | Main Event                   | 0207       | 032.000 €0 |
| 4 | 21. März 2018 | Cannes            | 0300 €0 | Bigstack 500                 | 0270       | 025.480 €0 |
| 5 | 22. März 2019 | Sint Maarten      | 0400 $0 | No-Limit Hold’em Bonus Stack | 0104       | 010.300 $0 |
| 6 | 13. Mai 2019  | New Orleans       | 0400 $0 | No-Limit Hold’em 6-Handed    | 0215       | 019.156 $0 |
| 7 | 17. Okt. 2019 | Monterrey         | 3500 M$ | No-Limit Hold’em 6-Handed    | 0419       | 290.367 M$ |
| 8 | 17. Jan. 2020 | Tunica            | 0400 $0 | No-Limit Hold’em (3 Flights) | 1005       | 053.320 $0 |